# Lokala spårformeln
Inom matematiken är lokala spårformeln (Arthur 1991) en lokal analogi av Arthur–Selbergs spårformel som beskriver karaktären av representationen G(F) på den diskreta delen av L2(G(F)), med G a reduktiv algebraisk grupp över en lokal kropp F.